# 虎门医院旧址
虎门医院旧址是东莞市虎门镇境内的一处广东省文物保护建筑。建筑现经活化改造，已作为虎门图书馆的一部分对外开放。

## 历史
虎门医院是由蒋光鼐等人倡议集资、东莞明伦堂赞助所建，创办于民国21年（1932年），属私立医院。医院同时开设门诊与留医业务，是该地区最早的综合医院。民国27年（1938年），因日本侵华，医院被日军占用作为万虎水警司令部使用。民国34年（1945年）抗战胜利、虎门光复，医院亦即复办。1952年8月1日，医院移交海军，改为海军423医院（后期亦称“中国人民解放军海军虎门医院”、“泰华医院”）。1999年8月，医院迁出，建筑再度收归地方。2021年3月，虎门医院旧址启动修缮，修缮完成后作为邻近的虎门图书馆阅览室对外开放。

## 建筑
虎门医院旧址文物保护单位包含虎门医院主体建筑、门楼及商颂亭三部分，建筑群整体呈现坐东南向西北布局。
医院主体建筑为仿古宫殿式造型，水泥、砖瓦混合结构。建筑高两层，长33.60米、宽21.36米、占地717.70平方米。外表绿瓦红墙，四檐滴水设计。
门楼位于医院主体建筑正前方，中间间隔八卦图案广场。门楼牌匾仍可见“海军医院”字样。
商颂亭位于医院主体建筑及门楼的右前方，六角攒尖顶，亦建于民国22年（1933年）。该亭是为纪念捐资兴建虎门医院的商人而建。亭上仍可见红色标语印记。
- 医院主体建筑
- 医院奠基石碑
- 医院门楼
- 商颂亭

## 保护
- 2012年11月16日，东莞市人民政府公布为市级文物保护单位
- 2015年12月10日，广东省人民政府公布为省级文物保护单位